# احمد جهاد شیت
احمد جهاد شیت (انگلیسی: Ahmed Jihad Chit؛ زادهٔ ۶ اوت ۱۹۵۴) بازیکن فوتبال اهل سوریه بود.
وی به‌همراه تیم ملی فوتبال سوریه در بازی‌های المپیک تابستانی ۱۹۸۰ شرکت کرده‌است.